# 키케 가르시아
엔리케 "키케" 가르시아 마르티네스(스페인어: Enrique "Kike" García Martínez, 1989년 11월 25일 ~ )는 때때로 키케(Kike)라는 이름으로도 불리는 스페인의 축구 선수로, 현재 스페인 라리가의 CA 오사수나에서 활약하고 있다. 포지션은 공격수이다.

## 클럽 경력

### 미들즈브러우
2014년 7월 11일, 가르시아는 잉글랜드 축구 리그 챔피언십 팀인 미들즈브러 FC에 350만 유로(£270만)의 계약으로 합류했다. 그는 국내 동료인 아이토르 카랑카에 의해 영입되었는데, 카랑카는 그를 국제 청소년 대표팀에서 함께 일한 경험이 있다. 그는 시즌 개막일에 홈에서 버밍엄 시티와의 경기에서 출전하여 팀의 두 번째 골을 66분에 넣으며 2-0으로 승리하는데 공헌했다. 그는 그로부터 3일 후인 두 번째 출전에서도 네트를 흔들었는데, 축구 리그컵에서 올덤 아슬레틱과의 경기에서 후반 시작 직후에 아담 리치의 대체로 들어가며 3-0 승리에서 마지막 골을 넣었다.
2015년 1월 24일, 가르시아는 미들즈브러우의 FA 컵 4라운드 경기에서 맨체스터 시티와의 경기에서 86분에 예레 보센 대신 출전하여 2-0 승리의 두 번째 골을 넣었다. 2월 10일, 그는 블랙풀을 상대로 88분에 득점하여 팀을 2-1로 승리시켰는데, 이것은 팀을 AFC 본머스를 앞지르고 1위로 올리는 결과였다.
가르시아는 2015년 5월 15일에 브렌트포드를 상대로 3-0으로 이기는데 골을 넣었는데, 이것은 플레이오프 결승전에 5-1로 진출하게 했다. 그는 결정적인 경기인 웸블리 스타디움에서의 0-2 패배에서도 대체 선수로 출전했다.
2015년 8월 15일, 가르시아는 미들즈브러우에서 처음으로 2골을 넣었는데, 홈에서 볼턴 원더러스를 상대로 전반에 더블을 기록하며 3-0으로 승리했다. 그는 12월 19일에 브라이튼 앤 호브 앨비언에서 크리스티안 스튀아니에게 골을 넣고 어시스트를 제공하여 3-0 승리를 거두었는데, 이는 호스트의 무패 시즌을 종료시키고 상대팀을 리그 테이블 상단으로 올렸다.

### 에이바르
미들즈브러우에서 공격수 데이비드 누전트와 조던 로즈의 영입으로 인해 가르시아의 향후 행보에 대한 추측이 나왔고, 그로 인해 스타팅 라인업에 포함되는 것에 대한 압력이 증가했다. 리즈 유나이티드와 월버햄프턴 원더러스로부터의 관심 뒤에 그는 떠나서 2016년 2월 2일에 상위 리그인 SD 에이바르로 이적했지만, 늦은 등록 때문에 그는 다음 시즌까지 출전 자격이 없었다.
가르시아는 마침내 2016년 8월 19일, 데포르티보 데 라 꿀로냐와의 원정 경기에서 2-1로 패배하면서 바스크 축구 대표팀 데뷔를 했다. 그는 데뷔 시즌에 7골을 넣었으며 – 전체 대회에서 9골을 넣었는데, 이는 10위로 마무리하는 데 도움이 되었다.
2021년 5월 1일, 가르시아는 데포르티보 알라베스를 상대로 홈에서 3-0 승리를 거둔 경기에서 팀의 모든 득점을 기록했다. 그는 시즌에 총 12골을 넣었는데, 이는 최하위로의 강등을 의미했다.

### 오사수나
2021년 시즌이 끝난 후에도 가르시아는 스페인 최상급 리그에 남아, 프리 에이전트로 이적하여 3년 계약으로 1,500만 유로의 해지 조항이 담긴 계약으로 CA 오사수나에 합류했다. 그는 새 팀에서 첫 골을 8월 29일에 기록했는데, 이는 카디스 CF 원정에서 3-2로 이긴 경기에서 페널티 스팟에서의 골이었다.
가르시아는 2022-23 시즌 코파 델 레이에서 톱 스코어러로 활약하여 팀이 결승전까지 진출하는 과정에서 초반 라운드에서 총 다섯 골을 넣었다.

### 알라베스
2023년 8월 13일, 가르시아는 스페인 최상급 리그로 승격한 데포르티보 알라베스와 2년 계약을 체결했다.

## 국제 경력
가르시아는 2009년 6월 지중해 게임에 출전하기 위해 스페인 U-20 축구 국가대표팀으로 선발되었다. 그는 또한 2009 FIFA U-20 월드컵을 위해 루이스 밀라의 명단에 포함되었다.